# Patrick van Schie
Patricius Gerardus Cornelis (Patrick) van Schie (Waalwijk, 19 mei 1964) is historicus, publicist en directeur van de TeldersStichting, het wetenschappelijk bureau van de VVD.

## Carrière
Van Schie bezocht de lagere school St. Jozef in Waalwijk en haalde in 1982 het gymnasium-ß-diploma aan het Dr. Mollercollege in dezelfde plaats. Hij studeerde geschiedenis aan de Rijksuniversiteit Utrecht en was daar gedurende twee jaar student-assistent Oost-Europese geschiedenis. In die functie gaf hij onder andere colleges over de buitenlandse politiek van de Sovjet-Unie. In 1989 studeerde hij af in de richtingen Internationale Betrekkingen (scriptie over de voorkeur van de Sovjet-Unie tijdens de Amerikaanse presidentsverkiezingen van 1968-1984) en Politiek Bestel (scriptie over de houding van de Nederlandse liberalen ten aanzien van de SDAP in de jaren 1930).
Hij vervulde zijn militaire dienstplicht als ROAG (reserve-officier academisch gevormd) en werd na de militaire opleidingsperiode geplaatst op de directie Algemene Beleidszaken van het Ministerie van Defensie. In die tijd was Frits Bolkestein, minister op dit departement. Op 27 september 2005 promoveerde hij aan de Rijksuniversiteit Leiden tot doctor in de Letteren, op een proefschrift getiteld Vrijheidsstreven in verdrukking. Liberale partijpolitiek in Nederland 1901-1940, bij de hoogleraar Joop van den Berg.
Van 1991 tot 2001 werkte Van Schie als medewerker bij de TeldersStichting. Na het overlijden van directeur Klaas Groenveld werd Van Schie in 2001 benoemd tot directeur van deze stichting. Als medewerker en directeur houdt Van Schie zich met name bezig met de grondslagen en de geschiedenis van het liberalisme, buitenlands beleid en veiligheidsbeleid, de Europese integratie, staatsrechtelijke aangelegenheden en hoger onderwijs.
Sinds 2013 schrijft Van Schie een tweewekelijkse column voor het dagblad Trouw.